# Ohníč
Ohníč település Csehországban, Teplicei járásban. Ohníč Hostomice, Světec, Zabrušany, Bžany és Kladruby településekkel határos. Lakosainak száma 713 fő (2024. január 1.).

## Népesség
A település lakosságának változását az alábbi diagram mutatja:
| Lakosok száma | 715  | 1498 | 2141 | 1299 | 943  | 740  | 761  | 733  | 752  | 713  |
|               | 1869 | 1900 | 1921 | 1961 | 1980 | 2011 | 2016 | 2019 | 2021 | 2024 |